# ISO 3166-2:BD
ISO 3166-2:BD é a entrada no ISO 3166-2, parte do padrão ISO 3166 publicado pela Organização Internacional para Padronização (ISO), que define códigos para os nomes das principais subdivisões de Bangladesh (cujo código ISO 3166-1 alfa-2 é BD).
Atualmente, dois níveis de subdivisões são atribuídos códigos:
- 6 divisões — Cada código é um número (1–6).
- 64 distritos — Cada código começa com BD-, seguido por dois dígitos (01–64).

## Códigos atuais
Códigos e nomes de subdivisões são listados como no padrão oficial publicada pelo ISO 3166 Maintenance Agency (ISO 3166/MA). Clique no botão no cabeçalho para cada tipo de coluna.

### Divisões
Estes códigos são definidos na norma oficial, sem os códigos ISO 3166-1 alfa-2 do país como prefixo, e, portanto, não garantem singularidade em um contexto global por si mesmos. Eles podem ser completados, adicionando BD-.
| Código | Nome Subdivisão (bn) | Nome Subdivisão (bn) |
| ------ | -------------------- | -------------------- |
| BD-A   | Barisal              | বরিশাল                 |
| BD-B   | Chatigão             | চট্টগ্রাম               |
| BD-C   | Daca                 | ঢাকা                   |
| BD-D   | Khulna               | খুলনা                  |
| BD-H   | Mymensingh           | ময়মনসিংহ               |
| BD-E   | Rajshahi             | রাজশাহী                 |
| BD-F   | Rangpur              | রংপুর                  |
| BD-G   | Sylhet               | সিলেট                  |

Notas
1. ↑  Apenas para referência, o nome Bengali em escrita bengali não está incluído na norma ISO 3166-2.

### Distritos
| Código | Nome Subdivisão         | Na divisão             |
| ------ | ----------------------- | ---------------------- |
| BD-05  | Bagerhat (distrito)     | Khulna (divisão) (4)   |
| BD-01  | Bandarban (distrito)    | Chatigão (divisão) (2) |
| BD-02  | Barguna (distrito)      | Barisal (divisão) (1)  |
| BD-06  | Barisal (distrito)      | Barisal (divisão) (1)  |
| BD-07  | Bhola (distrito)        | Barisal (divisão) (1)  |
| BD-03  | Bogra (distrito)        | Rajshahi (divisão) (5) |
| BD-04  | Brahmanbaria (distrito) | Chatigão (divisão) (2) |
| BD-09  | Chandpur (distrito)     | Chatigão (divisão) (2) |
| BD-10  | Chatigão (distrito)     | Chatigão (divisão) (2) |
| BD-12  | Chuadanga (distrito)    | Khulna (divisão) (4)   |
| BD-08  | Comilla (distrito)      | Chatigão (divisão) (2) |
| BD-11  | Cox's Bazar (distrito)  | Chatigão (divisão) (2) |
| BD-13  | Daca (distrito)         | Daca (divisão) (3)     |
| BD-14  | Dinajpur (distrito)     | Rajshahi (divisão) (5) |
| BD-15  | Faridpur (distrito)     | Daca (divisão) (3)     |
| BD-16  | Feni (distrito)         | Chatigão (divisão) (2) |
| BD-19  | Gaibandha (distrito)    | Rajshahi (divisão) (5) |
| BD-18  | Gazipur (distrito)      | Daca (divisão) (3)     |
| BD-17  | Gopalganj (distrito)    | Daca (divisão) (3)     |
| BD-20  | Habiganj (distrito)     | Sylhet (divisão) (6)   |
| BD-24  | Jaipurhat (distrito)    | Rajshahi (divisão) (5) |
| BD-21  | Jamalpur (distrito)     | Daca (divisão) (3)     |
| BD-22  | Jessore (distrito)      | Khulna (divisão) (4)   |
| BD-25  | Jhalakati (distrito)    | Barisal (divisão) (1)  |
| BD-23  | Jhenaidah (distrito)    | Khulna (divisão) (4)   |
| BD-29  | Khagrachari (distrito)  | Chatigão (divisão) (2) |
| BD-27  | Khulna (distrito)       | Khulna (divisão) (4)   |
| BD-26  | Kishoreganj (distrito)  | Daca (divisão) (3)     |
| BD-28  | Kurigram (distrito)     | Rajshahi (divisão) (5) |
| BD-30  | Kushtia (distrito)      | Khulna (divisão) (4)   |
| BD-31  | Lakshmipur (distrito)   | Chatigão (divisão) (2) |
| BD-32  | Lalmonirhat (distrito)  | Rajshahi (divisão) (5) |
| BD-36  | Madaripur (distrito)    | Daca (divisão) (3)     |
| BD-37  | Magura (distrito)       | Khulna (divisão) (4)   |
| BD-33  | Manikganj (distrito)    | Daca (divisão) (3)     |
| BD-39  | Meherpur (distrito)     | Khulna (divisão) (4)   |
| BD-38  | Moulvibazar (distrito)  | Sylhet (divisão) (6)   |
| BD-35  | Munshiganj (distrito)   | Daca (divisão) (3)     |
| BD-34  | Mymensingh (distrito)   | Daca (divisão) (3)     |
| BD-48  | Naogaon (distrito)      | Rajshahi (divisão) (5) |
| BD-43  | Narail (distrito)       | Khulna (divisão) (4)   |
| BD-40  | Narayanganj (distrito)  | Daca (divisão) (3)     |
| BD-42  | Narsingdi (distrito)    | Daca (divisão) (3)     |
| BD-44  | Natore (distrito)       | Rajshahi (divisão) (5) |
| BD-45  | Nawabganj (distrito)    | Rajshahi (divisão) (5) |
| BD-41  | Netrakona (distrito)    | Daca (divisão) (3)     |
| BD-46  | Nilphamari (distrito)   | Rajshahi (divisão) (5) |
| BD-47  | Noakhali (distrito)     | Chatigão (divisão) (2) |
| BD-49  | Pabna (distrito)        | Rajshahi (divisão) (5) |
| BD-52  | Panchagarh (distrito)   | Rajshahi (divisão) (5) |
| BD-51  | Patuakhali (distrito)   | Barisal (divisão) (1)  |
| BD-50  | Pirojpur (distrito)     | Barisal (divisão) (1)  |
| BD-53  | Rajbari (distrito)      | Daca (divisão) (3)     |
| BD-54  | Rajshahi (distrito)     | Rajshahi (divisão) (5) |
| BD-56  | Rangamati (distrito)    | Chatigão (divisão) (2) |
| BD-55  | Rangpur (distrito)      | Rajshahi (divisão) (5) |
| BD-58  | Satkhira (distrito)     | Khulna (divisão) (4)   |
| BD-62  | Shariatpur (distrito)   | Daca (divisão) (3)     |
| BD-57  | Sherpur (distrito)      | Daca (divisão) (3)     |
| BD-59  | Sirajganj (distrito)    | Rajshahi (divisão) (5) |
| BD-61  | Sunamganj (distrito)    | Sylhet (divisão) (6)   |
| BD-60  | Sylhet (distrito)       | Sylhet (divisão) (6)   |
| BD-63  | Tangail (distrito)      | Daca (divisão) (3)     |
| BD-64  | Thakurgaon (distrito)   | Rajshahi (divisão) (5) |

## Mudanças
As seguintes alterações para a entrada tem sido feita e anunciada em boletins pela ISO 3166/MA desde a primeira publicação da norma ISO 3166-2, em 1998:
| Boletim         | Data de publicação                | Descrição das alterações no boletim | Alteração de código/subdivisão |
| --------------- | --------------------------------- | --- | --- |
| I-2             | 21-05-2002                        | Nova fonte de lista. Uma divisão acrescentada. 31 regiões canceladas. Atribuição dos distritos para as divisões em vez das regiões.                                         | Subdivisões adicionadas: BD-6 Sylhet (divisão) Subdivisões deletada: 21 regiões (ver abaixo) |
| Newsletter II-3 | 13-12-2011 (corrigido 15-12-2011) | Ajuste de romanização do nome do país, adição de prefixo de primeiro nível, exclusão de termos genéricos, adição de divisão administrativa e atualização da lista de fontes | Subdivisões adicionadas: BD-F Rangpur (Divisão) Códigos: Barisal (Divisão) : BD-1 → BD-A Chatigão (Divisão) : BD-2 → BD-B Daca (Divisão) : BD-3 → BD-C Khulna (Divisão) : BD-4 → BD-D Rajshahi (Divisão) : BD-5 → BD-E Sylhet (Divisão) : BD-6 → BD-G |

Antes da exclusão de 21 regiões no Boletim I-2, foram incluídos entre os níveis das divisões e os distritos:
| Código | Nome Subdivisão     | Na divisão             | Distritos |
| ------ | ------------------- | ---------------------- | --- |
| 2A     | Bandarban região    | Chatigão (divisão) (2) | BD-01 Bandarban (distrito) |
| 1B     | Barisal região      | Barisal (divisão) (1)  | BD-06 Barisal (distrito) BD-07 Bhola (distrito) BD-25 Jhalakati (distrito) BD-50 Pirojpur (distrito)                                                          |
| 5C     | Bogra região        | Rajshahi (divisão) (5) | BD-03 Bogra (distrito) BD-24 Jaipurhat (distrito) |
| 2D     | Chatigão região     | Chatigão (divisão) (2) | BD-10 Chatigão (distrito) BD-11 Cox's Bazar (distrito) |
| 2E     | Colinas de Chatigão | Chatigão (divisão) (2) | BD-29 Khagrachari (distrito) BD-56 Rangamati (distrito) |
| 2F     | Comilla região      | Chatigão (divisão) (2) | BD-04 Brahmanbaria (distrito) BD-09 Chandpur (distrito) BD-08 Comilla (distrito)                                                                              |
| 3G     | Daca região         | Daca (divisão) (3)     | BD-13 Daca (distrito) BD-18 Gazipur (distrito) BD-33 Manikganj (distrito) BD-35 Munshiganj (distrito) BD-40 Narayanganj (distrito) BD-42 Narsingdi (distrito) |
| 5H     | Dinajpur região     | Rajshahi (divisão) (5) | BD-14 Dinajpur (distrito) BD-52 Panchagarh (distrito) BD-64 Thakurgaon (distrito)                                                                             |
| 3I     | Faridpur região     | Daca (divisão) (3)     | BD-15 Faridpur (distrito) BD-17 Gopalganj (distrito) BD-36 Madaripur (distrito) BD-53 Rajbari (distrito) BD-62 Shariatpur (distrito)                          |
| 3J     | Jamalpur região     | Daca (divisão) (3)     | BD-21 Jamalpur (distrito) BD-57 Sherpur (distrito) |
| 4K     | Jessore região      | Khulna (divisão) (4)   | BD-22 Jessore (distrito) BD-23 Jhenaidah (distrito) BD-37 Magura (distrito) BD-43 Narail (distrito)                                                           |
| 4L     | Khulna região       | Khulna (divisão) (4)   | BD-05 Bagerhat (distrito) BD-27 Khulna (distrito) BD-58 Satkhira (distrito)                                                                                   |
| 4M     | Khustia região      | Khulna (divisão) (4)   | BD-12 Chuadanga (distrito) BD-30 Kushtia (distrito) BD-39 Meherpur (distrito)                                                                                 |
| 3N     | Mymensingh região   | Daca (divisão) (3)     | BD-26 Kishoreganj (distrito) BD-34 Mymensingh (distrito) BD-41 Netrakona (distrito)                                                                           |
| 2O     | Noakhali região     | Chatigão (divisão) (2) | BD-16 Feni (distrito) BD-31 Lakshmipur (distrito) BD-47 Noakhali (distrito)                                                                                   |
| 5P     | Pabna região        | Rajshahi (divisão) (5) | BD-49 Pabna (distrito) BD-59 Sirajganj (distrito) |
| 1Q     | Patuakhali região   | Barisal (divisão) (1)  | BD-02 Barguna (distrito) BD-51 Patuakhali (distrito) |
| 5R     | Rajshahi região     | Rajshahi (divisão) (5) | BD-48 Naogaon (distrito) BD-44 Natore (distrito) BD-45 Nawabganj (distrito) BD-54 Rajshahi (distrito)                                                         |
| 5S     | Rangpur região      | Rajshahi (divisão) (5) | BD-19 Gaibandha (distrito) BD-28 Kurigram (distrito) BD-32 Lalmonirhat (distrito) BD-46 Nilphamari (distrito) BD-55 Rangpur (distrito)                        |
| 2T     | Sylhet região       | Chatigão (divisão) (2) | BD-20 Habiganj (distrito) BD-38 Moulvibazar (distrito) BD-61 Sunamganj (distrito) BD-60 Sylhet (distrito)                                                     |
| 3U     | Tangail região      | Daca (divisão) (3)     | BD-63 Tangail (distrito) |